# مارسيل راب
مارسيل راب (بالألمانية: Marcel Rapp)‏ (16 أبريل 1979 في ألمانيا - ) هو مدرب كرة قدم ولاعب كرة قدم ألماني في مركز الوسط. لعب مع روت فايس أوبرهاوزن وشتوتغارت كيكرز وكارل زايس يينا ونادي كارلسروه ونادي نوتنغن ‏ وSC Pfullendorf ‏.

## وصلات خارجية
- مارسيل راب على موقع الاتحاد الدولي (مؤرشف)  (الإنجليزية)
- مارسيل راب على موقع قاعدة بيانات كرة القدم.إي يو (الإنجليزية)
- مارسيل راب على موقع بيانات كرة القدم. دي إي (الألمانية)